# Île-de-Batz

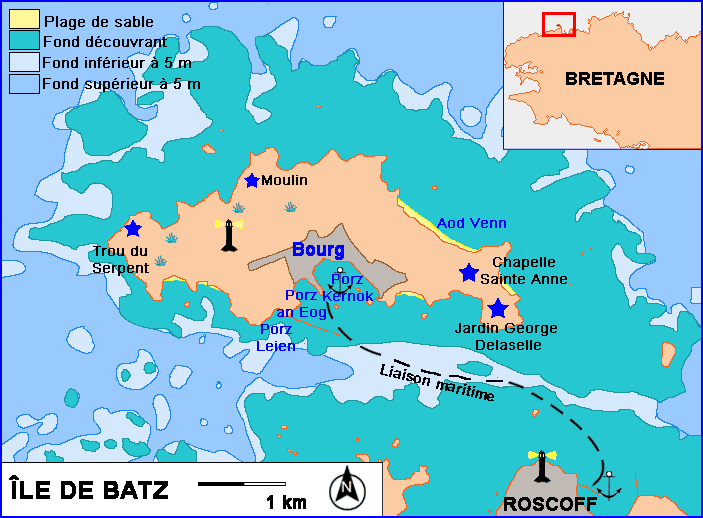
Île-de-Batz

Île-de-Batz è un comune francese costituente un'isola di 557 abitanti situato nel dipartimento del Finistère nella regione della Bretagna.

## Società

### Evoluzione demografica
Abitanti censiti